# Turn, Gospa Sveta
Turn (nemško Thurn) je naselje v Občini Gospa Sveta v Okraju Celovec-dežela na Koroškem v Avstriji.